# Bolstadfjorden
60°37′7″N 5°50′31″Ø / 60.61861°N 5.84194°Ø
Bolstadfjorden er en 12 km lang fjordarm af Veafjorden, og en fortsættelse af Vikafjorden i Vaksdal kommune i Vestland fylke i Norge. Vikafjorden har indløb ved Stamnes og efter 4,5 km møder den Bolstadstraumen ved Straume, hvor Bolstadfjorden begynder.
Bolstadfjorden går først mod sydøst og ved Dalseid drejer den mod nordøst. Herfra og ind til Bolstadøyri i bunden af fjorden går Europavej E16 mellem Bergen og Voss langs sydsiden af fjorden. Ved Trollkona gør fjorden et stort sving nordover og derefter sydover, før den fortsætter nordøstover igen og ind til Bolstadøyri. Her munder Bolstadelven  som kommer fra Evangervatnet, ud i fjorden. 
Bunden af Bolstafjorden er så langt ind i landet som fjordsystemet i Hordaland strækker sig, hvis man ser bort fra Hardangerfjorden. Herfra og korteste vej ud til kysten via Veafjorden, Osterfjorden, Radfjorden og Hjeltefjorden til Fedje er der 93 kilometer.